# 页眉

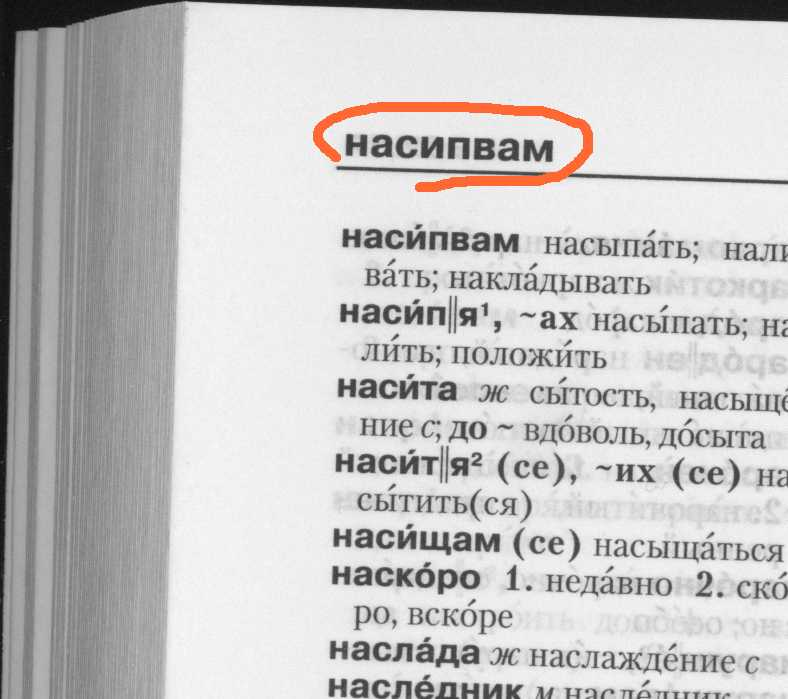
字典中的页眉

在排版和文字处理領域中，页眉是与正文分开并出现在印刷品或書籍页面顶部的文本。页面底部則称为页脚。页腳的内容通常与页眉的内容相似并且通常互為補充。

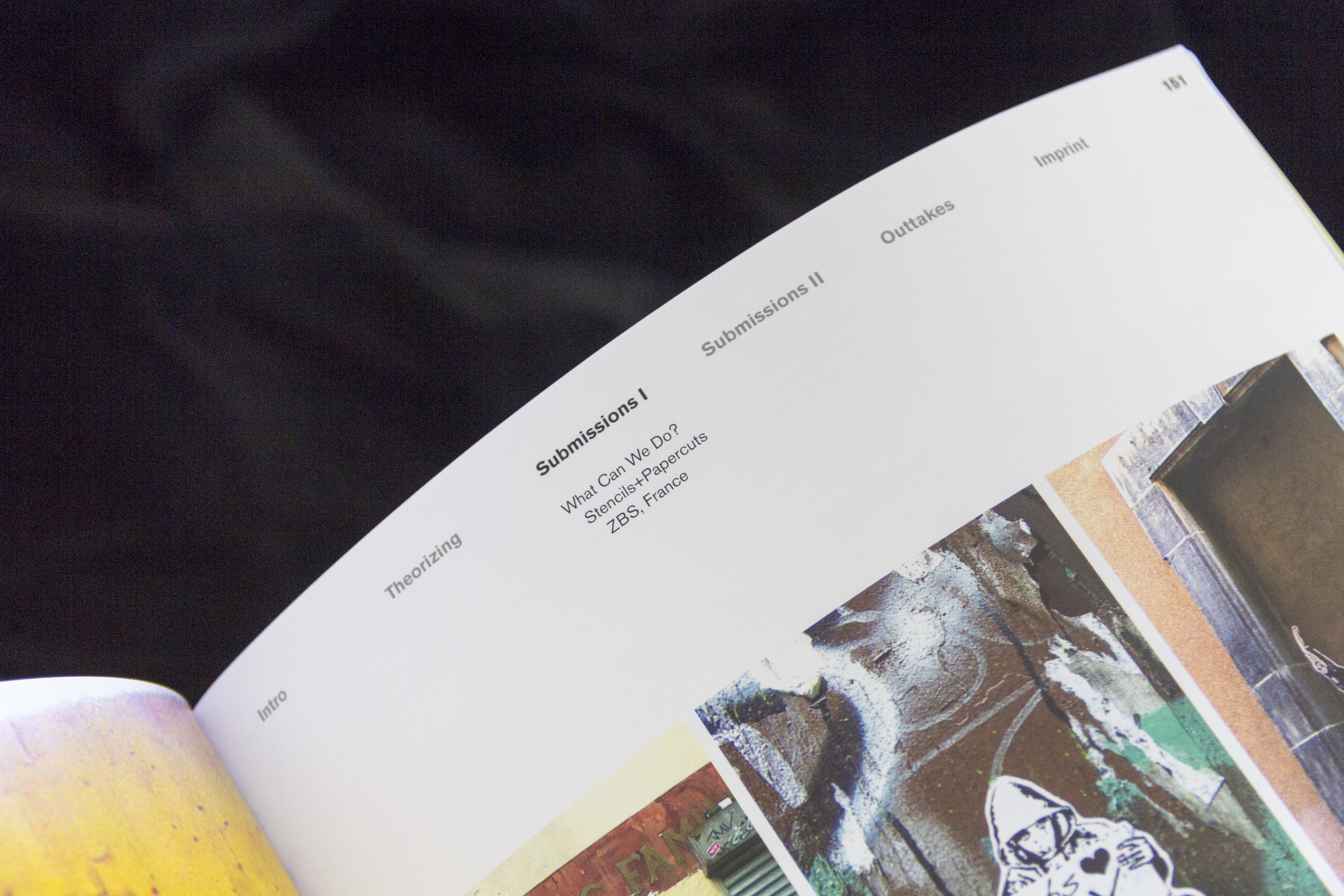
页眉上的文字為当前章节的标题
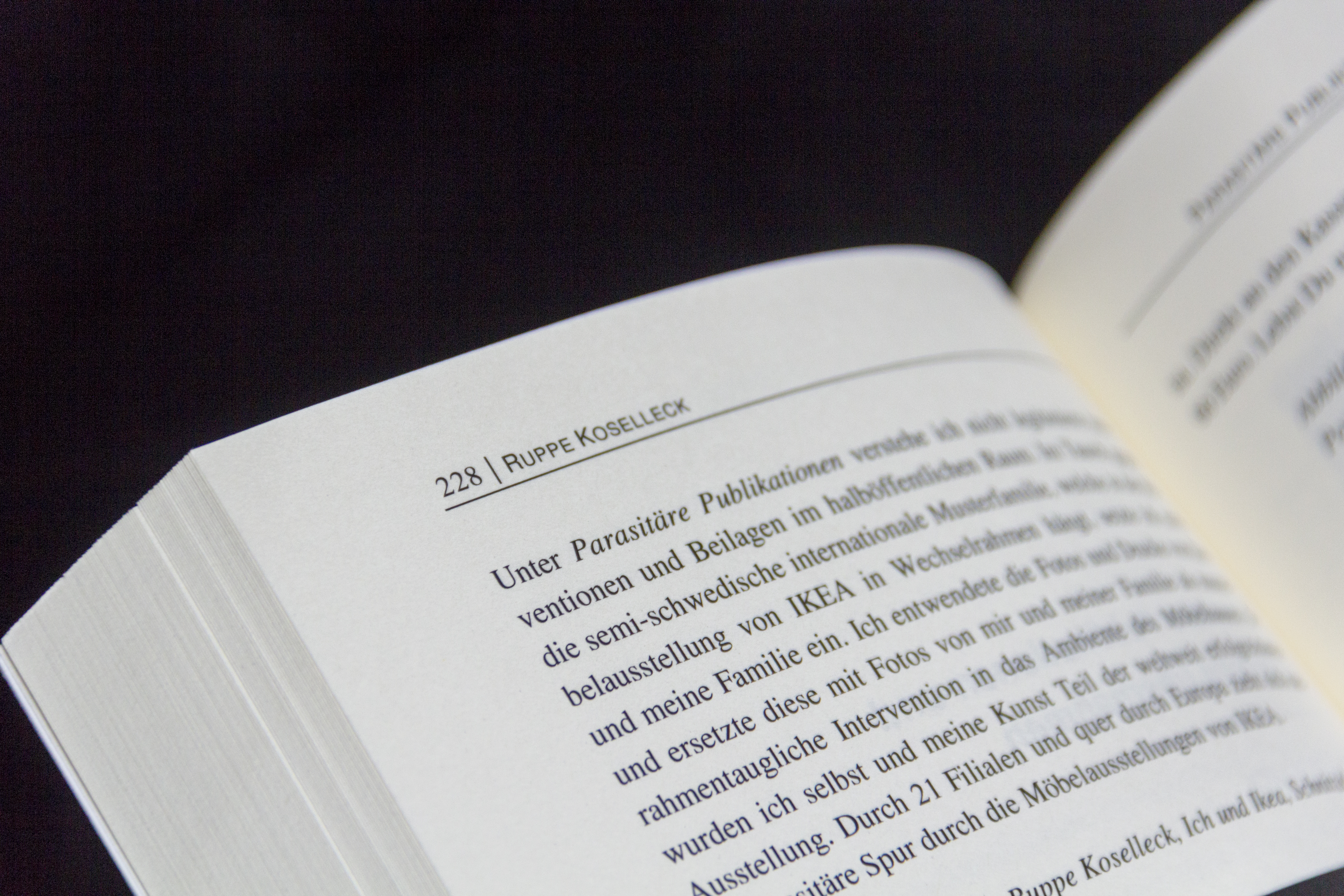
页眉上的文字為作者姓名和頁碼
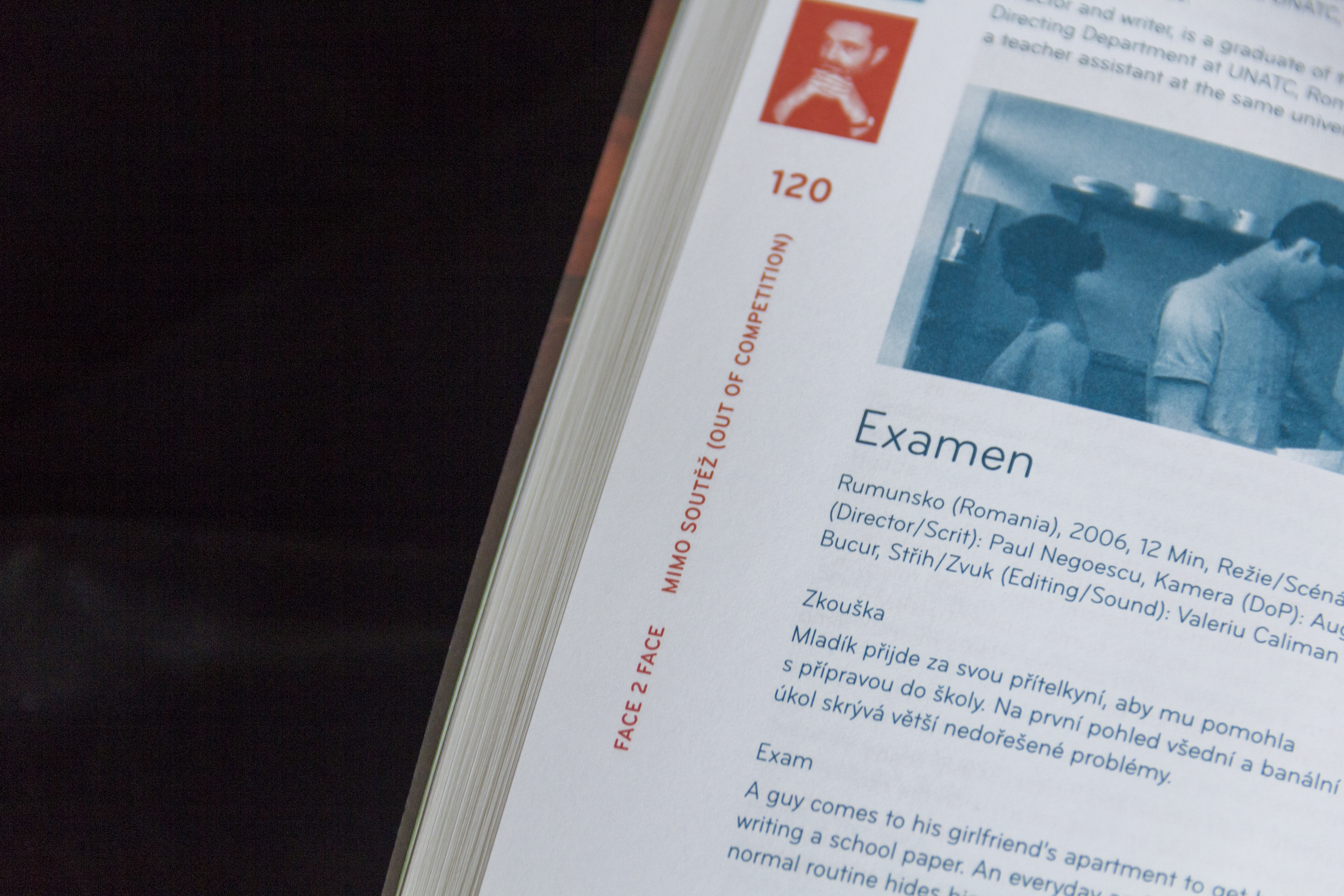
页眉出現在页面的左侧
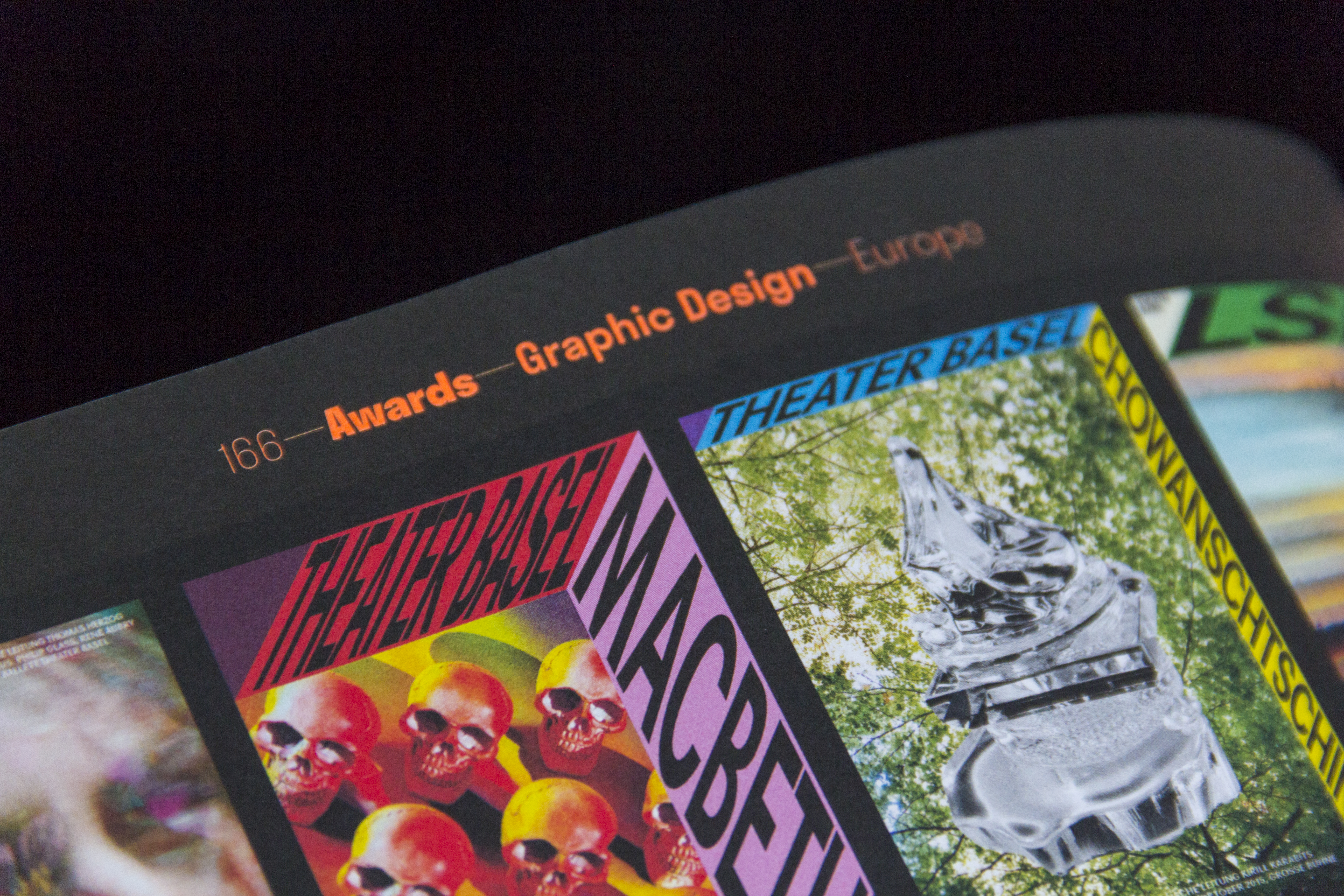